# Klub 27
Klub 27 refererer til kendte som ukendte musikere, der døde i en alder af 27 år. Enten efter at have levet efter devisen 'lev stærkt, dø ung' eller som følge af drab eller selvmord. Antallet af musikere, der er døde i denne alder, og de mystiske omstændigheder har givet næring til en myte om, at der er en unaturlig baggrund for berømte musikeres død i netop den alder. Denne "klub" nævnes ofte i musiklitteraturen og af og til i dagspressen.
Forskere har dog fundet, at selvom berømte rockmusikere har en større risiko for at dø unge end andre, formodentlig på grund af en særlig livsstil med bl.a. misbrug af alkohol og stoffer, er der ingen specielt høj dødssandsynlighed ved netop alderen 27 år i forhold til omkringliggende aldre. Der er derimod tale om en usandfærdig myte, der blandt andet holdes i live, fordi personer, der dør som 27-årige, får større opmærksomhed end andre, der dør i en ung alder. Myten virker dermed selvforstærkende.

## Myten i populær litteratur og i videnskabelige undersøgelser
Adskillige dokumentarer, såvel som romaner, film og teaterstykker omhandler dette fænomen. Charles R. Cross, som har udgivet biografier om Kurt Cobain og Jimi Hendrix skriver således:
"The number of musicians who died at 27 is truly remarkable by any standard. [Although] humans die regularly at all ages, there is a statistical spike for musicians who die at 27."

### Ingen statistisk sammenhæng
Videnskabsfolk, der har undersøgt sagen statistisk, har imidlertid afvist tanken som netop en myte, der ikke har klangbund i virkeligheden. To australske forskere offentliggjorde således i 2011 en analyse, der viste, at der ikke var en specielt stor sandsynlighed for at dø netop som 27-årig - heller ikke, når man anvender en metode, der netop påviser særligt små stigninger i dødssandsynligheden. Berømte musikere har dog en forhøjet sandsynlighed for at dø i 20-30-års-alderen i det hele taget, hvilket formodes at skyldes en særligt risikofyldt livsstil med bl.a. misbrug af alkohol og narkotika, men risikoen er ikke begrænset til netop 27-års-alderen, som ikke afviger fra de omkringliggende år. I en anden undersøgelse af 11.000 musikeres alder ved deres død, der spændte over 70 år, var andelen, der døde som 26-årige, 1,2 %, andelen af 27-årige var på 1,3 % og andelen af 28-årige var på 1,4 %. Det alderstrin, hvor flest musikere i undersøgelsen døde (2,2 %), var 56 år.

### Sociologisk forklaring på myten
I 2024 undersøgte nogle sociologer, hvorfor myten opstod, og hvorfor den blev ved med at være populær. Mennesket har generelt en tilbøjelighed til at finde mønstre i tilfældige hændelser, og myten om Klub 27 er en god historie og endda poetisk, fordi den "sammenfatter genialitetens flygtige natur og livets skrøbelighed". Sociologerne fandt også frem til, at selvom der ikke var en øget risiko for at dø som netop 27-årig, fik de personer, der døde i denne alder, markant større opmærksomhed end personer, der døde på andre alderstrin. Sociologerne brugte sidevisningerne for Wikipedias artikler om 344.156 afdøde personer som et mål for berømmelse. Sidevisningerne viste, at personer, der døde som 27-årige, fik markant mere opmærksomhed end personer, der døde som 26- eller 28-årige. Den større synlighed har så igen den effekt, at man er mere tilbøjelig til at støde på personer, der døde som 27-årige, end andre, der døde som unge, og det får det til at virke, som om sandsynligheden for at dø som 27-årig er relativt stor. Dermed kommer myten om Klub 27 til at virke som en selvopfyldende profeti. En platform som Wikipedia fungerer som et arkiv for vores fælles hukommelse, og en wikipediaside, der omhandler Klub 27 med links til klubbens "medlemmer", øger synligheden af dem, der netop dør som 27-årige, og er dermed med til at forstærke myten.

## Musikere der normalt medregnes i Klub 27
| Billede | Navn           | Dødsdato            | Officiel dødsårsag                                                                 | Berømt for | Alder             |
| ------- | -------------- | ------------------- | ---------------------------------------------------------------------------------- | --- | ----------------- |
|         | Robert Johnson | 16. august 1938     | Ukendt, men det nævnes oftes som drab ved brug af stryknin                         | Blues-sanger og musiker, der indspillede 29 meget berømte og epokegørende sange.                                  | 27 år og 100 dage |
|         | Brian Jones    | 3. juli, 1969       | Druknet i swimmingpool. retsmedicinerens rapport sagde "død ved en ulykke."        | Rolling Stones-stifter og guitarist/multi-instrumentalist.                                                        | 27 år og 125 dage |
|         | Jimi Hendrix   | 18. september, 1970 | Obduktion viste at han kvaltes af opkast pga. sovepiller og vin.                   | Banebrydende elektrisk guitarist, sanger og sangskriver for The Jimi Hendrix Experience og Band of Gypsys.        | 27 år og 295 dage |
|         | Janis Joplin   | 4. oktober, 1970    | Sandsynligvis narkotikaoverdosis.                                                  | Forsanger og sangskriver for Big Brother and the Holding Company, The Kozmic Blues Band og Full Tilt Boogie Band. | 27 år og 258 dage |
|         | Jim Morrison   | 3. juli, 1971       | Dødsårsag er oplyst til at være "hjertestop"; men en obduktion blev aldrig udført. | Forsanger, sangskriver og videoinstruktør for The Doors.                                                          | 27 år og 207 dage |
|         | Kurt Cobain    | 5. april, 1994      | Skød efter sigende sig selv.                                                       | Stifter, forsanger, guitarist og sangskriver for Nirvana.                                                         | 27 år og 44 dage  |
|         | Amy Winehouse  | 23. juli 2011       | Alkoholforgiftning.                                                                | Prisvindende singer-songwriter                                                                                    | 27 år og 312 dage |

## Andre kendte musikere og kunstnere der ofte regnes til Klub 27
Bemærk, at "Klub 27" primært er knyttet til musikere, og antallet af andre kunstnere, der dør i en alder af 27 er meget lavere. Der er næsten ingen kendte forfattere, som er blevet medlemmer af "Klub 27" ved at dø i en alder af 27 af årsager som narkotikamisbrug, alkoholisme eller drab.
- Alan Wilson (1943- 3. september 1970) var en amerikansk sanger, sangskriver og musiker, der er bedst kendt som medstifter og sanger i det legendariske bluesrockband Canned Heat. Han var en vigtig figur inden for bluesrockscenen i 1960'erne. Canned Heat, som Wilson var en del af, opnåede stor succes med sange som "On the Road Again" og "Going Up the Country", der blev ikoniske sange inden for blues- og rockmusikken. Alan Wilsons dybe kendskab til bluesmusik og hans virtuose mundharmonikaspil gjorde ham til en central figur inden for genren. Desværre fik Alan Wilsons liv en tragisk ende, da han døde den 3. september 1970 af en overdosis barbiturater.

- Ron "Pigpen" McKernan (8. september 1945 – 8. marts 1973) var en af de originale medlemmer af det ikoniske amerikanske rockband Grateful Dead. Pigpen bidrog til bandets karakteristiske lyd med sin dybe stemme, bluespåvirkede sangstil og lidenskabelige spil på mundharmonikaen. Desværre blev Pigpens liv alt for tidligt afbrudt, da han døde den 8. marts 1973 af komplikationer forbundet med indre blødninger i fordøjelsessystemet.
- Peter Ham (27. april 1947 – 24. april 1975) var en britisk musiker, bedst kendt som medstifter og guitarist for det britiske rockband Badfinger. Han blev født den 27. april 1947 i Swansea, Wales. Ham var en talentfuld sangskriver og multiinstrumentalist, der bidrog væsentligt til Badfingers succes og musikalske arv. Den 24. april 1975, blot tre dage før hans 28-års fødselsdag, tog Peter Ham sit eget liv ved at hænge sig selv i sit hjem i Surrey, England. Hans død var en dybt tragisk begivenhed, der rystede bandet og fans verden over. Den afspejlede det pres og de udfordringer, han stod over for i sit liv og karriere.
- Kristen Pfaff (26. maj 1967 – 16. juni 1994) var en amerikansk musiker bedst kendt som bassist for det alternative rockband Hole, der blev dannet i 1989. Den 16. juni 1994 blev Kristen Pfaff desværre fundet død i sin lejlighed i Seattle, Washington, i en alder af blot 27 år. Hendes død blev bekræftet som følgen af en overdosis heroin. Pfaffs pludselige bortgang var et chok for musikverdenen og hendes fans, der mistede en talentfuld musiker med en lovende fremtid.
- Gary Thain (1948-1975) var en bassist, der er bedst kendt for sit arbejde med det britiske rockband Uriah Heep i 1970'erne. Han blev født den 15. maj 1948 i Christchurch, New Zealand, og han udviklede hurtigt sine musikalske færdigheder og blev en dygtig bassist. Thain sluttede sig til Uriah Heep i 1972 og bidrog til bandets karakteristiske lyd med sin komplekse og melodiske basspil. Tragisk nok døde Gary Thain den 8. december 1975 i en alder af kun 27 år. Hans død skyldtes en overdosis heroin.

- Gram Parsons (5. november 1945 – 19. september 1973) var en amerikansk singer-songwriter, der spillede en afgørende rolle i udviklingen af country-rockgenren. Han var kendt for sin karakteristiske stemme, talentfulde sangskrivning og hans eksperimenter med fusionen af countrymusik og rock'n'roll. Desværre blev Gram Parsons' liv afbrudt alt for tidligt, da han døde den 19. september 1973 af en overdosis.
- Pete de Freitas (1961-1989) - Trommeslager i bandet Echo & the Bunnymen. Echo & the Bunnymen var en del af den pulserende britiske post-punkscene og opnåede stor popularitet. Pete de Freitas' liv kom til en tragisk ende, da han døde den 14. juni 1989 som følge af en motorcykelulykke. Ulykken skete, da han var på vej hjem efter en øve-session med bandet i Liverpool, og han kolliderede med en bil nær byen Derbyshire, England.
- Jean-Michel Basquiat (1960-1988) - En fremtrædende neo-ekspresionistisk kunstner og maler, der var en af de mest betydningsfulde og indflydelsesrige kunstnere i slutningen af det 20. århundrede. Basquiat blev en central figur i New Yorks kunstscene i 1980'erne og arbejdede tæt sammen med andre kunstnere som Keith Haring og Andy Warhol. Dødsårsagen var en overdosis heroin
- Anton Yelchin (født den 11. marts 1989, død den 19. juni 2016) - En talentfuld skuespiller bedst kendt for sin rolle som Pavel Chekov i genstarten af Star Trek-filmene. Han døde tragisk som følge af en ulykke, hvor han blev klemt mellem sin bil og en mur på sin ejendom
- Rudy Lewis (født den 23. august 1936, død den 20. maj 1964) - En sanger bedst kendt som medlem af det legendariske soulmusikgruppe The Drifters. Dødsårsagen var en overdosis af sovepiller, som blev betragtet som en utilsigtet overdosis.
- Mia Zapata (født den 25. august 1965, død den 7. juli 1993) - Forsanger for punkbandet The Gits, der var en del af Seattle-musikscenen. Hendes kraftfulde stemme og engagerede tekster gjorde hende til en fremtrædende figur i genren. Hun blev brutalt voldtaget og myrdet i Seattle, Washington.
- Jeremy Michael Ward (født den 5. maj 1976, død den 25. maj 2003) - Musiktekniker og kunstner, bedst kendt for sit arbejde med bandet The Mars Volta. Dødsårsagen var en utilsigtet overdosis af heroin i hans lejlighed i Los Angeles, Californien.
- Arlester "Dyke" Christian (født den 13. juni 1943, død den 13. mars 1971) - En musiker og leder af bandet Dyke and the Blazers, kendt for deres hit "Funky Broadway". Han var en central figur inden for udviklingen af funkgenren. Han blev dræbt i et skuddrama uden for et natklub i Phoenix, Arizona
- Chris Bell (født den 12. januar 1951, død den 27. december 1978) - En musiker og medstifter af bandet Big Star, en indflydelsesrig gruppe inden for power pop-genren. Han døde som følge af en bilulykke i Memphis, Tennessee, kun få dage før sin 28-års fødselsdag
- Dave Alexander (født den 3. juni 1947, død den 10. februar 1975) - Bassist for The Stooges, et af de mest betydningsfulde punkrockbands. Dødsårsagen var alkoholrelateret, og han døde af lungebetændelse, som sandsynligvis blev forværret af hans alkoholisme.
- Richey Edwards (Født den 22. december 1967, forsvandt den 1. februar 1995 (formelt erklæret død den 23. november 2008). Richey Edwards var en walisisk musiker og guitarist for det alternative rockband Manic Street Preachers. Han var kendt for sin skarpe og provokerende lyrik samt sit ikoniske image. Han forsvandt sporløst den 1. februar 1995, og hans bil blev fundet parkeret nær en bro, der krydsede Severn-floden i det vestlige England. Efterforskningen viste, at han havde kæmpet med alvorlige personlige problemer og mentale sundhedsproblemer før sin forsvinden. Hans død er aldrig blevet bekræftet, men han er formelt erklæret død som følge af "ukendt årsag".
- D. Boon (1. april 1958 – 22. december 1985) eller Dennes Dale Boon var en amerikansk musiker og sangskriver, bedst kendt som medstifter, guitarist og vokalist i det indflydelsesrige punkrockband The Minutemen. The Minutemen var kendt for deres politisk bevidste tekster og deres evne til at blande forskellige genrer som punk, funk, jazz og avantgarde. Desværre kom D. Boons liv til en tragisk ende, da han døde den 22. december 1985 i en alder af kun 27 år som følge af et færdselsuheld. Han var passager i en bil, der var involveret i en ulykke på Interstate 10 nær Tucson, Arizona. D. Boons død var et chok for den alternative musikverden, og hans bortgang markerede en ende på The Minutemens karriere.
- Kim Jong-hyun (sanger) (8. april 1990 – 18. december 2017) var en sydkoreansk sanger, sangskriver og medlem af den verdensberømte k-popgruppe SHINee. Desværre kom Jonghyuns liv til en tragisk ende, da han døde den 18. december 2017 i en alder af kun 27 år som følge af selvmord. Det var en chokerende begivenhed, der sendte bølger af sorg gennem k-pop-fællesskabet og fans verden over. Efter hans død kom det frem, at Jonghyun havde kæmpet med mentale sundhedsproblemer, herunder depression. Han efterlod et hjerteskærende afskedsbrev, hvor han beskrev sine indre kampe og bad om hjælp til at håndtere dem.
- Fredo Santana (Rapper) (4. juli 1990 - 19. januar 2018) var en amerikansk rapper og sangskriver, der blev født den 4. juli 1990. Han var en fremtrædende figur inden for Chicagos hiphopscene og blev kendt for sin musik, der ofte beskrev livet i byens belastede kvarterer. Desværre fik Fredo Santanas liv en tragisk ende, da han døde den 19. januar 2018 i en alder af 27 år som følge af et epileptisk anfald eller slagtilfælde.
- Alexander Bashlachev var en talentfuld russisk singer-songwriter og poet, der blev født den 27. maj 1960 i Cherepovets, Sovjetunionen, og døde den 17. februar 1988 i Leningrad, Sovjetunionen (nu St. Petersborg, Rusland). Han var en vigtig figur inden for den sovjetiske undergroundmusikscene i 1980'erne og blev beundret for sine dybtgående og poetiske tekster samt hans karakteristiske vokalstil og akustiske guitarfærdigheder. Desværre fik Alexander Bashlachevs liv en tragisk ende, da han begik selvmord den 17. februar 1988 i en alder af kun 27 år.
- Amar Singh Chamkila var en indisk punjabi-sanger og sangskriver, der blev født den 21. juli 1960 i Dugri, Punjab, Indien, og blev tragisk myrdet sammen med sin kone, Amarjot Kaur, den 8. marts 1988 i Mehsampur, Punjab.
- Fat Pat (1970-1998) vat en amerikansk rapper, hvis fulde navn var Patrick Lamark Hawkins. Han var en del af den Houston-baserede hiphop-gruppe Screwed Up Click og er bedst kendt for sine bidrag til den sydlige rapscene i 1990'erne. Fat Pat blev født den 4. desember 1970 og begyndte sin musikkarriere som en del af DJ Screw's Screwed Up Click-kollektiv, der var kendt for deres indflydelse på den "screwed and chopped" lyd. Desværre blev Fat Pat skudt og dræbt den 3. februar 1998 i en alder af kun 27 år.
- Dickie Pride (1941-1969) var en britisk sanger, der var aktiv i 1950'erne og 1960'erne. Han var en af de tidlige britiske rock'n'roll-stjerner og blev kendt for sin kraftfulde stemme og energiske optrædener på scenen. Pride fik sit gennembrud i 1958, da han deltog i en talentkonkurrence arrangeret af pladeselskabet Larry Parnes, hvor han vandt førstepladsen og fik en pladekontrakt. Desværre blev Pride ramt af personlige problemer og led af alkoholisme og psykiske problemer. Hans musikalske karriere led under disse udfordringer, og han kæmpede med at opretholde sit tidligere niveau af succes. Dickie Pride døde tragisk i en alder af kun 27 år den 26. marts 1969 af en overdosis sovemedicin.
- Jacob Miller (1952-1980) var en jamaicansk reggae-sanger og sangskriver, der blev født den 4. maj 1952 i Mandeville, Jamaica. Han var bedst kendt som frontmand for reggaebandet Inner Circle, hvor han opnåede stor succes i 1970'erne. Desværre blev Jacob Millers liv og karriere alt for tidligt afbrudt, da han blev dræbt i en tragisk bilulykke den 23. marts 1980 i en alder af kun 27 år.
- Jonathan Brandis (1976-2003) var amerikansk skuespiller og teenageidol, der var kendt for sine roller i film som "The NeverEnding Story II: The Next Chapter" og "Ladybugs", samt tv-serien "seaQuest DSV". Brandis døde af selvmord i 2003.
- Louis Chauvin (1881-1908) var en amerikansk pianist og komponist, der levede i begyndelsen af det 20. århundrede. Han var aktiv i ragtime-miljøet i USA og er kendt for sine bidrag til genren. Chauvin blev født den 13. mars 1881 i St. Louis, Missouri, og han viste tidligt musikalsk talent. Han var en af de få afroamerikanske musikere på den tid, der fik mulighed for at indspille sine kompositioner. Chauvin døde ung i en alder af 27 år. Årsagen til hans død er ikke helt klar, og der er spekulationer om, at det skyldtes syfilis eller tuberkulose.
- Jesse Belvin (1932-1960) var en amerikansk sanger og sangskriver, der var aktiv i 1950'erne og begyndelsen af 1960'erne. Han blev født den 15. december 1932 i San Antonio, Texas, og voksede op i Los Angeles, Californien. Belvin blev kendt for sin glatte vokalstil og hans evne til at skrive og udføre en bred vifte af musikgenrer, herunder R&B, doo-wop, og pop. Desværre blev Belvins karriere og liv alt for kort. Han og hans kone, Jo Anne, blev dræbt i en bilulykke den 6. februar 1960, mens de var på vej hjem fra en koncert i Little Rock, Arkansas. Jesse Belvin var kun 27 år gammel på det tidspunkt.
- Roger Lee Durham (1946-1973) var en af grundlæggerne af den legendariske R&B- og soulgruppe Bloodstone. Bloodstone blev dannet i Kansas City, Missouri, i 1962 af en gruppe gymnasievenner, herunder Roger Lee Durham og hans bror, Charles Love. Gruppen startede oprindeligt som "The Sinceres", men ændrede senere deres navn til Bloodstone. Han døde i en ulykke.
- Chris Austin (1964-1991) var en talentfuld amerikansk musiker og sangskriver inden for countrymusikken. Han blev født den 27. august 1964 i Boone, North Carolina, og viste tidligt en passion for musik. Desværre blev Chris Austin og seks andre medlemmer af countrymusiksamfundet dræbt i en flyulykke den 30. marts 1991. Flyet, der fløj fra Nashville til Dallas efter en optræden på en countrymusikfestival, styrtede ned kort efter starten. Ulykken rystede musikverdenen og efterlod et tomrum i countrymusikken.

## Kendte danske medlemmer af Klub 27
- Michael Strunge, den danske digter og forfatter, blev født den 9. januar 1958 og døde den 9. november 1986 i en alder af 27 år som følge af selvmord. Strunges død var en tragisk hændelse, der berørte den danske litterære verden dybt. Han blev en af de mest betydningsfulde stemmer inden for dansk litteratur og poesi i 1980'erne og efterlod sig et væsentligt bidrag til dansk litteraturarv.